# Districtul Thung Hua Chang
Thung Hua Chang (în thailandeză ทุ่งหัวช้าง) este un district (Amphoe) din provincia Lamphun, Thailanda, cu o populație de 19.067 de locuitori și o suprafață de 486,1 km².

## Componență
Districtul este subdivizat în 3 subdistricte (tambon), care sunt subdivizate în 35 de sate (muban).
| Nr. | Nume            | În thailandeză | Sate | Locuitori |  |
| --- | --------------- | -------------- | ---- | --------- |  |
| 1.  | Thung Hua Chang | ทุ่งหัวช้าง        | 12   | 8,294     |  |
| 2.  | Ban Puang       | บ้านปวง         | 11   | 3,918     |  |
| 3.  | Takhian Pom     | ตะเคียนปม       | 12   | 6,855     |  |